# Adele Allender
Adele Allender coniugata Savaria (27 marzo 1965) è un'ex sciatrice alpina statunitense.

## Biografia
Discesista pura originaria di Squaw Valley, dopo essersi trasferita adolescente a Ketchum entrò nella nazionale statunitense nel 1983 e ottenne il primo piazzamento in Coppa del Mondo il 15 marzo 1986 a Vail (6ª); prese parte ai Mondiali di Crans-Montana 1987, sua unica presenza iridata, senza ottenere piazzamenti e il 5 marzo 1988 colse ad Aspen il secondo e ultimo piazzamento in Coppa del Mondo (11ª). In Nor-Am Cup nella stagione 1988-1989 vinse la classifica di specialità e si ritirò l'anno successivo; non prese parte a rassegne olimpiche.

## Palmarès

### Coppa del Mondo
- Miglior piazzamento in classifica generale: 68ª nel 1986

### Nor-Am Cup
- Vincitrice della classifica di discesa libera nel 1989[2]